# Afrocarpus
Afrocarpus és un gènere de coníferes de la família Podocarpaceae. Afrocarpus va ser designat com a gènere l'any 1989, quan es van reclassificar algunes espècies dels gèneres Podocarpus i Nageia.
Com el seu nom indica, Afrocarpus són plantes natives d'Àfrica. Estan distribuïts en boscos de la zona afromontana de l'orient i el sud d'Àfrica. A. gaussenii és planta nativa de Madagascar.
Els podocarps estan associats amb l'antic supercontinent de Gondwana.